# Giáo hoàng đối lập Clêmentê VIII

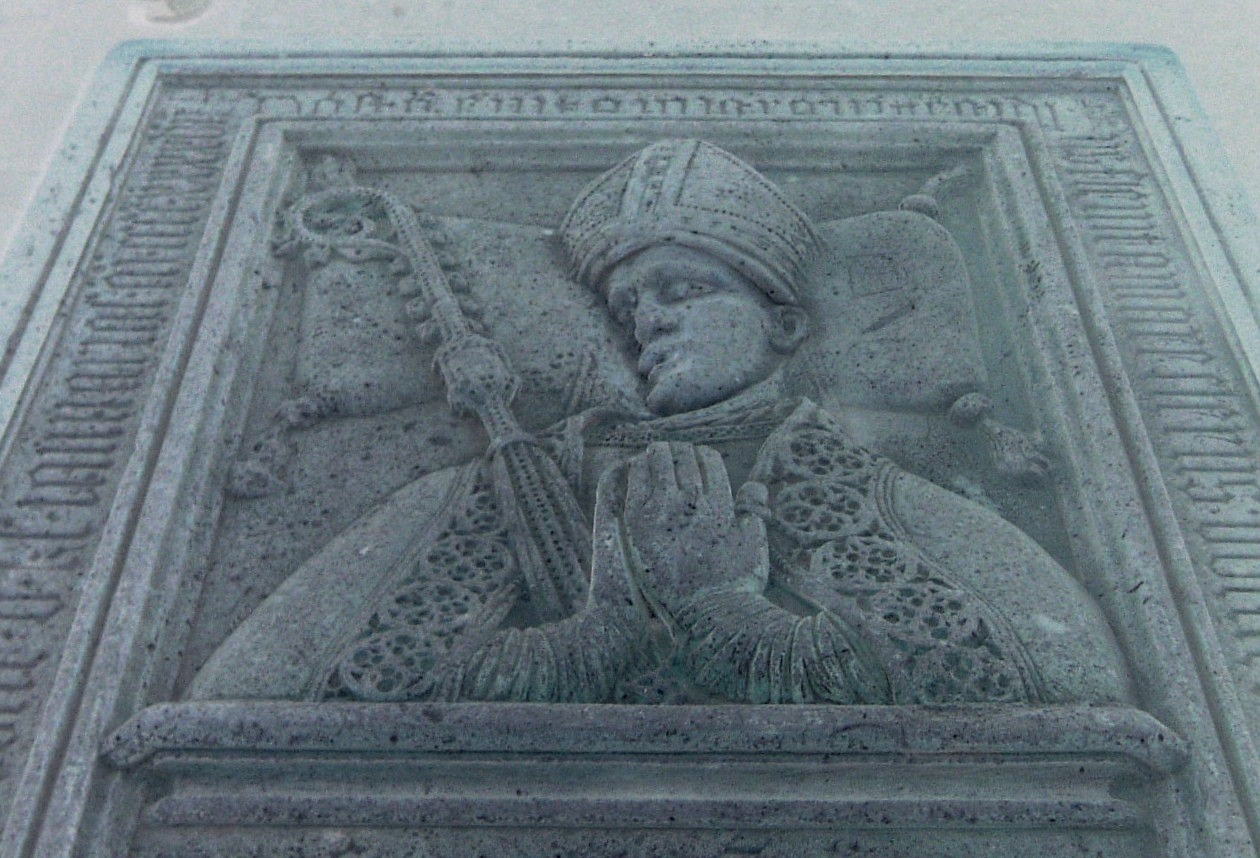
Mộ của giáo hoàng Clement VIII

Clementê VIII là một trong những Giáo hoàng đối lập của giáo triều Avignon, trị vì từ ngày 10 tháng 6 năm 1423 đến 26 tháng 7 năm 1429. Ông được sinh ra trong khoảng 1369-1370 với tên Gil Sanchez Muñoz y Carbon và qua đời vào ngày 28 Tháng 12 năm 1446.
Ông là một người bạn và cố vấn của giáo triều Avignon dưới thời Giáo hoàng Benedict XIII. Năm 1396, với vai trò là đặc sứ Giáo hoàng ông được cử tới làm Giám mục Valencia nhằm tăng cường vị thế của Giáo hoàng lên vùng đất Tây Ban Nha. Trước khi qua đời, Benedict đã bổ nhiệm bốn hồng y. Ba người trong số đó đã tụ họp vào ngày 10 Tháng Sáu năm 1423 và bầu Sanchez Muñoz làm Giáo hoàng. Vị hồng y thứ tư, Jean Carrier, người duy nhất vắng mặt đã tuyên bố cuộc bầu cử không hợp lệ và tự bầu một Giáo hoàng đối lập, người lấy tên là Benedict XIV. Do đó Clement VIII đã tuyên bố rút phép thông công Jean Carrier.
Số phận của Clement VIII bị ràng buộc với những tham vọng chính trị của Alfonso V. Alfonso mong muốn đàm phán với Naples nên đã hậu thuẫn Clement. Trong khi hoàng hậu của ông ta Maria Castile, và các Giám mục Aragonese lại ủng hộ Giáo hoàng Martin V. Mùa hè năm 1423, Alfonso đã thuyết phục nước Cộng hòa Siena thừa nhận Clement VIII, đảm bảo sự công nhận triều đại Giáo hoàng của Avignon tại thành phố Pavia, một phần của nước Cộng hòa Siena, nơi mà vào năm 1423 Giáo hoàng Martin V đã triệu tập công đồng đại kết của Giáo hội.
Tuy nhiên, khi Alfonso đạt được những mục đích chính trị của mình, vào năm 1428 ông đã gửi một phái đoàn (đứng đầu Alfonso de Borgia, người tương lai trở thành Giáo hoàng Callixtus III) đến thuyết phục Clement phục tùng Martin V. Clement thoái vị vào ngày 26 tháng 7 năm 1429 và chính thức từ bỏ vương quyền vào giữa tháng Tám. Clement đã phải thực hiện sự sám hối theo yêu cầu của Martin V. Sau đó Martin đã chấp thuận để Sanchez Muñoz trở thành Giám mục của Majorca. Sanchez Muñoz qua đời vào ngày 28 tháng 12 năm 1446.